# Astrid Proll
Astrid Huberta Isolde Marie Luise Hildegard Proll (Kassel, 1947. május 29. –) a nyugatnémet Vörös Hadsereg Frakció (RAF) szélsőbaloldali terroristaszervezet tagja volt.
Astrid Proll bátyján, Thorwald Prollon keresztül ismerkedett meg a szervezet tagjaival. Bátyja részt vett az 1968-as frankfurti gyújtogatásban, majd szakított a szervezettel. Astrid Proll részt vett egy bankrablásban, és ő vezette az autót, amikor a RAF néhány tagja kiszabadította Andreas Baadert a rendőrségi őrizetből 1970-ben. 1971. február 10-én Manfred Grashoffal fennakadt egy közúti ellenőrzésen, de sikerült megszöknie. Május 6-án viszont egy benzinkutas felismerte a körözési fotójáról, és értesítette a rendőröket, akik elfogták. Egészségi állapota miatt a börtönből átvitték egy szanatóriumba, ahonnan megszökött, majd Londonba menekült, ahol összeházasodott Robin Puttickkal, és felvette az Anna Puttick nevet.
Különböző munkákat vállalt: volt parkőr, dolgozott játékgyárban, és részt vett egy autószerelő-tanfolyamon, valamint segített drogfüggők rehabilitációjában. 1978. szeptember 15-én a rendőrség őrizetbe vette, majd 1979-ben Nyugat-Németországba vitték. Öt és fél év börtönbüntetésre ítélték bankrablásért és okirat-hamisításért, de azonnal szabadon is bocsátották, mivel ennek az időnek legalább kétharmadát töltötte addig német és angol őrizetben.
Astrid Proll ezután filmkészítést és fotózást tanult a hamburgi művészeti főiskolán, majd képszerkesztő lett újságoknál. Kiadott egy főleg fotókon alapuló könyvet (Hans und Grete. Bilder der RAF 1967–1977) a Vörös Hadsereg Frakcióról. Később az Egyesült Királyságban is dolgozott képszerkesztőként.

## Fordítás
- Ez a szócikk részben vagy egészben  az   Astrid Proll című angol Wikipédia-szócikk ezen változatának fordításán alapul.  Az eredeti cikk szerkesztőit annak laptörténete sorolja fel. Ez a jelzés csupán a megfogalmazás eredetét és a szerzői jogokat jelzi, nem szolgál a cikkben szereplő információk forrásmegjelöléseként.